# Pablo Oliveira Serrano
Pablo Oliveira Serrano (Puebla de Guzmán, 8 de març de 1987) és un futbolista andalús, que ocupa la posició de defensa.
Format al planter del Recreativo de Huelva, debuta a primera divisió a la campanya 06/07. Durant les següents temporades combinaria el filial amb aparicions esporàdiques al primer planter. El 2009 és cedit a la SD Ponferradina.